# Estación de Goncourt
Goncourt, de su nombre completo Goncourt - Hôpital Saint-Louis, es una estación de la línea 11 del metro de París situada en el límite de los distritos X y el XI de la ciudad.

## Historia
Fue inaugurada el 28 de abril de 1935 como casi todas las estaciones de la línea 11.
Debe su nombre al escritor francés Edmond de Goncourt, creador del Premio Goncourt uno de los premios literarios más importante de Francia y al hospital Saint-Louis.

## Descripción
Se compone de dos andenes laterales de 75 metros de longitud y de dos vías.
Está diseñada en bóveda elíptica totalmente revestida de los clásicos azulejos blancos  del metro parisino, aunque en este caso son planos, sin biselar.
La iluminación es de estilo Ouï-dire realizándose a través de estructuras que recorren los andenes sujetados por elementos curvados que proyectan una luz difusa en varias direcciones. Inicialmente esta iluminación coloreaba las bóvedas pero esta característica se ha perdido. 
La señalización por su parte usa la moderna tipografía Parisine donde el nombre de la estación aparece en letras blancas sobre un panel metálico de color azul. Por último, los asientos también siguen el estilo Ouï-dire combinando asientos convencionales con bancos que situados a mayor altura permiten tanto apoyarse como sentarse. 